# Unione Sportiva Basket Recanati
L'Unione Sportiva Basket Recanati S.r.l., nota anche come U.S.B.R., è stata una società di pallacanestro della città di Recanati (MC).
Fondata nel 1982, la società raggiunse il suo massimo splendore nel secondo decennio del nuovo millennio, raggiungendo la Serie A2 e disputando i play-off per la Serie A.

## Storia
Nel 1982 viene fondata l'Unione Sportiva Basket Recanati a seguito dello scioglimento della Libertas Recanati.
Le idee della società sono chiare sin da subito, tanto che alla prima stagione riesce a vincere la Prima Divisione venendo promossa in Promozione.
Nel 1987 approda in Serie D per poi subito retrocedere e vincere nuovamente il campionato di Promozione e militare in Serie D fino al 1994, anno della riforma dei campionati.
Viene così ammessa in Serie C2.
Nel 2003 approda nel basket di livello nazionale disputando la Serie C1 dove milita fino al 2008, quando riesce a vincere il campionato e venire promossa in Serie B Dilettanti.
L'11 aprile 2010 vince la finale play-off per 67-66 contro la Pallacanestro Senigallia e ottiene la promozione in Serie A Dilettanti.
Recanati, 11 aprile 2010

U.S. Basket Recanati  -  Pallacanestro Senigallia

67 - 66
- Recanati: Di Traini, Viale, Frascione, Pierini, Chiaramello, Caldarelli, Baldoni, Grimaldi, Prosperi.
- Allenatore: Marsigliani

- Senigallia: Gnaccarini, Monticelli, Amici, Pierantoni, Esposito, Pascucci, Penserini, Catalani, Kosanovic.
- Allenatore: Regini

Nella stagione 2010-11 chiude il campionato al 12º posto e viene retrocessa per venire poi ripescata.
Nel 2011-12 l'USBR fa una stagione quasi perfetta ma si ferma in semifinale play-off contro l'AcegasAps Trieste dopo aver eliminato ai quarti l'Upea Capo d'Orlando.
Nelle stagioni 2012-13 e 2013-14 lotta per la salvezza, riuscendo in entrambi i casi a non retrocedere.
Nella stagione 2014-2015 arriva la svolta, guidata da un coach esperto come Giancarlo Sacco, chiude al 3º posto il campionato di Serie A2 Silver e prende parte ai play-off per la Serie A venendo, però, eliminata al primo turno dal Basket Ferentino.
Viene quindi ammessa al campionato di Serie A2 (secondo livello nazionale) e si affida ad un professionista a tempo pieno per la direzione generale, affidando l’incarico a Michele Paoletti, appena uscito dall’esperienza con la Pallacanestro Chieti, e chiamando in panchina il veneziano Andrea Zanchi.
La stagione regolare è difficile per i gialloblù, che chiudono il campionato in 15ª posizione.
Ai play-out Recanati, che intanto ha richiamato in panchina Giancarlo Sacco, incontra la Virtus Roma che batte 3-1 nella Serie aggiudicandosi la salvezza.
Nell'estate fra la stagione 2015-16 e la stagione 2016-17 la società comunica che disputerà le proprie partite interne al PalaRossini di Ancona a causa del nuovo regolamento della Serie A2 che impone una capienza minima di 2000 posti per gli impianti che ospitano le partite ufficiali, e che il nuovo allenatore è Marco Calvani. 
Purtroppo, l’avventura in panchina del coach romano non è fortunata e l’U.S.B.R. richiama per la terza volta Giancarlo Sacco; ma il 15 aprile 2017, a causa della sconfitta esterna contro la Pallacanestro Mantovana, la società retrocede in Serie B con una giornata di anticipo. A causa della retrocessione la società torna a giocare al PalaCingolani di Recanati. Per campionato di Serie B 2017/2018, la Società conferma nel ruolo di general manager Michele Paoletti, assembla un roster importante in grado di riconquistare subito la Serie A2 e richiama in panchina l'allenatore Piero Coen, già a Recanati quattro anni prima. La stagione però è molto sfortunata a causa di una continua serie di infortuni, nonostante la quale la squadra si classifica al 2º posto del girone C al termine della stagione regolare, alle spalle della Cestistica San Severo. Nei playoff, però, arriva un'inopinata sconfitta (2-1) al primo turno (quarti di finale) contro la Luiss Roma. A giugno, l'assemblea dei soci decide di mettere in vendita la Società e con essa il titolo sportivo di Serie B, che viene rilevato dalla neonata Teate Basket Chieti s.s.d. a r.l.. 

## Roster stagione 2017-2018
|    | Naz.               | Ruolo | Sportivo            | Anno | Alt. | Peso |  |
| -- | ------------------ | ----- | ------------------- | ---- | ---- | ---- |  |
| 4  | Italia (bandiera)  | P     | Francesco Guarino   | 1979 | 180  | 75   |  |
| 8  | Italia (bandiera)  | A     | Attilio Pierini     | 1981 | 201  | 95   |  |
| 9  | Italia (bandiera)  | G     | Andrea Gurini       | 1994 | 190  |      |  |
| 5  | Italia (bandiera)  | P     | Riccardo Cuccoli    | 1998 | 182  |      |  |
| 10 | Italia (bandiera)  | G     | Vincenzo di Viccaro | 1984 | 192  | 87   |  |
| 16 | Italia (bandiera)  | AP    | Giacomo Gurini      | 1984 | 192  | 98   |  |
| 18 | Italia (bandiera)  | AC    | Giorgio Broglia     | 1986 | 198  | 100  |  |
| 7  | Senegal (bandiera) | AC    | Yande Fall          | 1990 | 200  | 100  |  |
| 21 | Italia (bandiera)  | P     | Nicola Cuccoli      | 2001 | 178  |      |  |
| 55 | Italia (bandiera)  | G     | Gionata Zampolli    | 1985 | 188  |      |  |

### Staff tecnico
- Allenatore: Piero Coen
- Vice allenatore: Nicola Scalabroni
- Assistente allenatore: Luca Sargentoni
- Preparatore atletico: Claudio Micheloni
- Team manager: Luca Sampaolo

## Palmarès

### Finali perse
- Coppa Italia di Serie B: 1

2009-2010 (vs PMS Torino)

## Cestisti
Il giocatore più significativo della società è Attilio Pierini, figlio del presidente Giuseppe, e capitano della squadra.
Altri atleti importanti che hanno vestito la divisa gialloblù sono Dimitri Lauwers, ex-giocatore del Belgio e vice-capitano della squadra nella stagione 2015-2016, Mario Gigena, vincitore della medaglia di bronzo ai Giochi del Mediterraneo del 2001 con la Nazionale Italiana, ed Erik Rush, pilastro della Nazionale Svedese ad EuroBasket 2013.
Nel 2016 Jalen Reynolds esordisce nella pallacanestro professionistica proprio con la divisa dell’USBR, per successivamente militare in club come il FC Barcelona e lo Zenit San Pietroburgo.

## Rivalità e gemellaggi
Il gruppo dei tifosi dell'USBR si chiamava Brigata leopardiana.
Una forte rivalità ci fu contro la Pallacanestro Senigallia ai tempi della memorabile finale play-off dell'allora Serie B Dilettanti.
La Brigata leopardiana presentava un gemellaggio con il gruppo "Bassa Trevigiana" dell'Universo Treviso Basket.